# Bistum Arundel und Brighton
Das Bistum Arundel und Brighton (lateinisch Dioecesis Arundelliensis-Brichtelmestunensis, englisch Diocese of Arundel and Brighton) ist eine im Vereinigten Königreich gelegene römisch-katholische Diözese mit Sitz in Arundel.

## Geschichte
Das Bistum Arundel und Brighton wurde am 28. Mai 1965 durch Papst Paul VI. mit der Apostolischen Konstitution Romanorum Pontificum aus Gebietsabtretungen des Erzbistums Southwark errichtet und diesem als Suffraganbistum unterstellt.

## Bischöfe von Arundel und Brighton
- David John Cashman, 1965–1971
- Michael George Bowen, 1971–1977, dann Erzbischof von Southwark
- Cormac Murphy-O’Connor, 1977–2000, dann Erzbischof von Westminster
- Kieran Thomas Conry, 2001–2014
- Richard Moth, seit 2015